# سید اسدالله چهارسویی
سید اسدالله دادخواه چهارسویی  (١٢۴٨ اصفهان -١۶ مهرماه ١٣٢٣ تخت فولاد ) از سیاستمداران ایرانی بود، که در  دوره سوم بعنوان نماینده اصفهان در مجلس شورای ملی حضور داشت.